# Радник президента США з національної безпеки

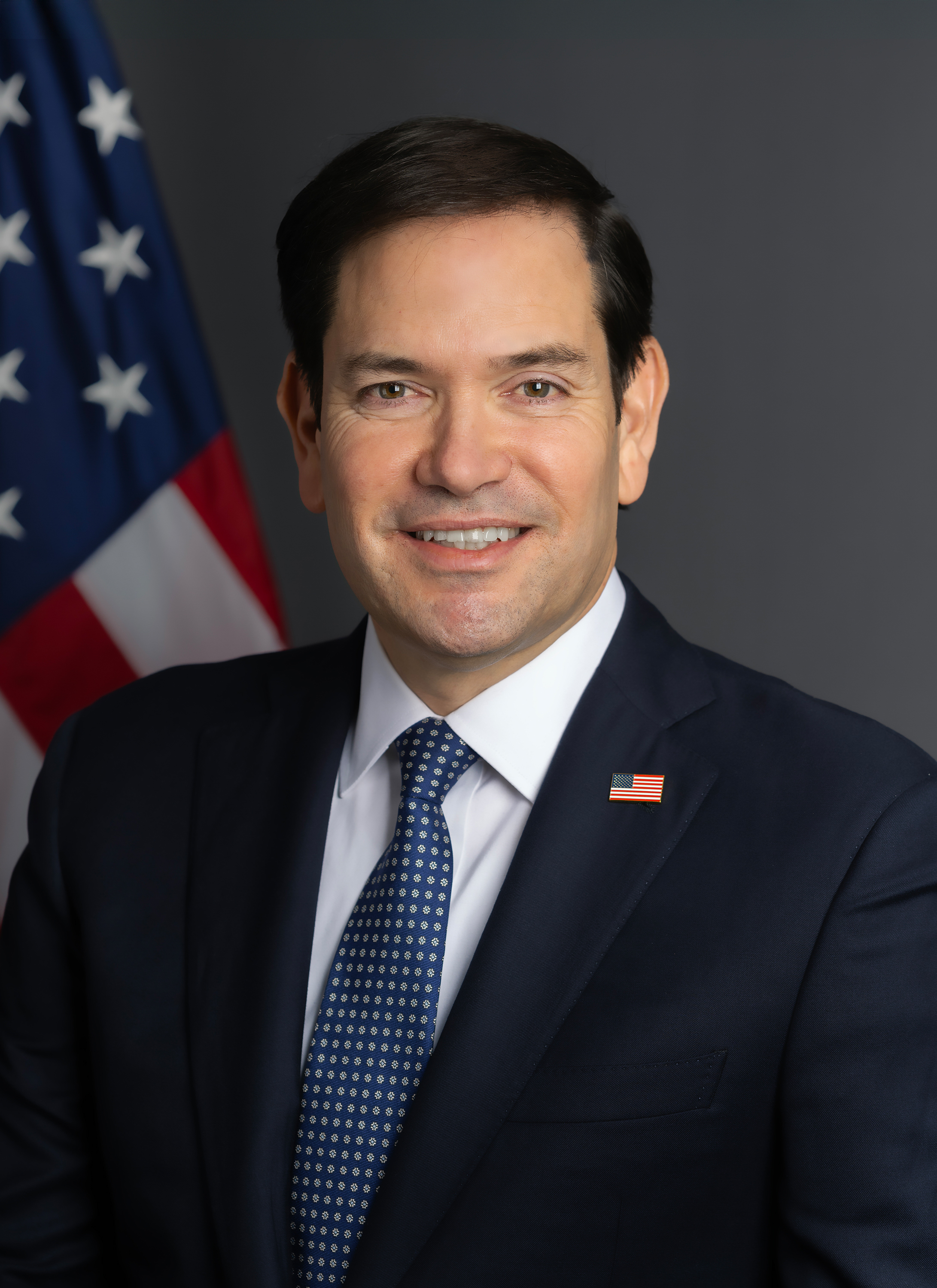
Марко Рубіо, Виконувач обов'язків радник з національної безпеки.

Помічник президента США з питань національної безпеки (або просто Радник з національної безпеки) (скор. анг. NSA, або APNSA, іноді ANSA для уникнення плутанини з Агентством національної безпеки, NSA) — головний радник президента США з питань національної безпеки. Є членом Ради національної безпеки США, який входить до Виконавчого офісу президента США. Кабінет радника з національної безпеки розташований у західному крилі Білого дому. У нього є штат людей, які проводять дослідження, брифінги, і розвідувальну роботу для розгляду та подання на Раду з національної безпеки та президенту США.
Радник з національної безпеки вибирається Президентом США без затвердження Сенатом США. По суті, він не пов'язаний бюрократією державного департаменту і міністерства оборони, і тому здатний давати незалежні поради. Влада та роль радника з національної безпеки змінюється від адміністрації до адміністрації.
Під час кризи радник з національної безпеки працює в ситуаційній кімнаті Білого дому, надаючи президенту останні новини про кризу.
Нинішній радник з національної безпеки — Марко Рубіо(виконувач обов'язків).

## Радники президента США з питань національної безпеки
| #    | Зображення | Ім'я                | Термін повноважень | Термін повноважень | Президент                    |
| #    | Зображення | Ім'я                | Початок            | Кінець             | Президент                    |
| ---- | ---------- | ------------------- | ------------------ | ------------------ | ---------------------------- |
| 1    |            | Роберт Катлер       | 23 березня 1953    | 2 квітня 1955      | Дуайт Ейзенхауер             |
| 2    |            | Діллон Андерсон     | 2 квітня 1955      | 1 вересня 1956     | Дуайт Ейзенхауер             |
| 3    |            | Вільям Джексон      | 1 вересня 1956     | 7 січня 1957       | Дуайт Ейзенхауер             |
| 4    |            | Роберт Катлер       | 7 січня 1957       | 24 червня 1958     | Дуайт Ейзенхауер             |
| 5    |            | Гордон Грей         | 24 червня 1958     | 13 січня 1961      | Дуайт Ейзенхауер             |
| 6    |            | Мак-Джордж Банді    | 20 січня 1961      | 28 лютого 1966     | Джон Кеннеді, Ліндон Джонсон |
| 7    |            | Волт Ростоу         | 1 квітня 1966      | 20 січня 1969      | Ліндон Джонсон               |
| 8    |            | Генрі Кіссинджер    | 20 січня 1969      | 3 листопада 1975   | Річард Ніксон, Джеральд Форд |
| 9    |            | Брент Скоукрофт     | 3 листопада 1975   | 20 січня 1977      | Джеральд Форд                |
| 10   |            | Збігнєв Бжезінський | 20 січня 1977      | 21 січня 1981      | Джиммі Картер                |
| 11   |            | Річард Аллен        | 21 січня 1981      | 4 січня 1982       | Рональд Рейган               |
| 12   |            | Вільям Кларк        | 4 січня 1982       | 17 жовтня 1983     | Рональд Рейган               |
| 13   |            | Роберт Мак-Фарлейн  | 17 жовтня 1983     | 4 грудня 1985      | Рональд Рейган               |
| 14   |            | Джон Пойндекстер    | 4 грудня 1985      | 25 листопада 1986  | Рональд Рейган               |
| 15   |            | Френк Карлуччі      | 2 грудня 1986      | 23 листопада 1987  | Рональд Рейган               |
| 16   |            | Колін Павелл        | 23 листопада 1987  | 20 січня 1989      | Рональд Рейган               |
| 17   |            | Брент Скоукрофт     | 20 січня 1989      | 20 січня 1993      | Джордж Герберт Вокер Буш     |
| 18   |            | Ентоні Лейк         | 20 січня 1993      | 14 березня 1997    | Білл Клінтон                 |
| 19   |            | Сенді Бергер        | 14 березня 1997    | 20 січня 2001      | Білл Клінтон                 |
| 20   |            | Кондоліза Райс      | 22 січня 2001      | 25 січня 2005      | Джордж Вокер Буш             |
| 21   |            | Стівен Гедлі        | 26 січня 2005      | 20 січня 2009      | Джордж Вокер Буш             |
| 22   |            | Джеймс Джонс        | 20 січня 2009      | 8 жовтня 2010      | Барак Обама                  |
| 23   |            | Томас Донілон       | 8 жовтня 2010      | 30 червня 2013     | Барак Обама                  |
| 24   |            | Сьюзен Райс         | 1 липня 2013       | 20 січня 2017      | Барак Обама                  |
| 25   |            | Майкл Флінн         | 20 січня 2017      | 13 лютого 2017     | Дональд Трамп                |
| в.о. |            | Джозеф Кіт Келлог   | 13 лютого 2017     | 20 лютого 2017     | Дональд Трамп                |
| 26   |            | Герберт Мак-Мастер  | 20 лютого 2017     | 9 квітня 2018      | Дональд Трамп                |
| 27   |            | Джон Р. Болтон      | 9 квітня 2018      | 10 вересня 2019    | Дональд Трамп                |
| в.о. |            | Чарльз Куперман     | 10 вересня 2019    | 18 вересня 2019    | Дональд Трамп                |
| 28   |            | Роберт О'Браєн      | 18 вересня 2019    | 20 січня 2021      | Дональд Трамп                |
| 29   |            | Джейк Салліван      | 20 січня 2021      | 20 січня 2025      | Джо Байден                   |
| 29   |            | Майкл Волц          | 20 січня 2025      | 1 травня 2025      | Дональд Трамп                |
| в.о. |            | Марко Рубіо         | 1 травня 2025      |                    | Дональд Трамп                |